# Ebrary
Ebrary  je online plno textová digitální knihovna obsahující přes 70 000 školních elektronických knih.

## Historie
Ebrary bylo založeno v roce 1999 Christopherem Warnockem a Kevinem Sayarem. Samotná myšlenka, ale pochází již z roku 1988, kdy spoluzakladatel Christopher Warnock nemohl dohledat potřebné informace. A to z toho důvodu, že knihy potřebné k vyřešení jeho problému se nalézaly v různých patrech knihovny. To způsobovalo hlavní překážky k nalezení informací a také v řešení jeho problému. Později, až v roce 1998, se o problému v knihovně bavil se svým kamarádem ze střední školy Kevinem Sayarem, a společně se rozhodli, že ho vyřeší. Jako hlavní medium, které jim k tomu mělo posloužit, byl internet. Oba totiž věřili, že informace a knihy mají být dostupné online na internetu.
V roce 1999 tedy založili ebrary, neboli placenou online databázi, která svým uživatelům umožňuje přístup k domácí i světové literatuře v plném znění. 
Ebrary se jako průkopník v dané oblasti rozrostl napříč světem téměř do všech knihoven. 
V lednu roku 2011 získává ebrary společnost ProQuest.

## Definice
Ebrary je rozděleno do několika placených sekcí, které jsou primárně určeny pro vysoké a střední školy, vlády, veřejnost ale i soukromý sektor a vydavatele.
Ebrary Academic je polytematická kolekce s více než 80 000 odbornými elektronickými monografiemi (data jsou aktuální o lednu 2013). To vše z 16 klíčových oblastí aktuální zahraniční literatury. Ebrary Academic je nezbytná pro studium na vysoké škole a pro vědu a výzkum. Databáze pokrývá obory jako jsou ekonomie a obchod, humanitní vědy, biologie a fyzika, lékařství, informační technologie, inženýrství a technologie, sociální vědy, pedagogika. Můžeme zde nalézt jak produkci velkých a významných vydavatelů tak i menších nebo malých, ale důležitých vydavatelství (např. Cambridge University Press, Greenwood Press, MIT Press, Palgrave Macmillan a další). Nalezneme tady také zastoupení amerických a britských univerzit (Yale University Press, University of California Press, Oxford University Press, Cambridge University Press, Manchester University Press apod.). Počet nabízených titulů se neustále rozšiřuje o nová díla.
Ebrary Corporate je databáze elektronických knih. Tedy digitální knihovna určenou pro firemní zákazníky (komerční I vládní organizace), ti do ní mají neomezený přístup.
Ebrary Goverment představuje polytematickou kolekci přibližně 78 000 odborných elektronických monografií. Ty jsou pak zaměřeny na obory z oblasti ekonomie a maloobchodu, pedagogiky, inženýrství a technologie, environmentalistiky, zdravotnictví a medicíny, přírodní vědy, vojenství, politologie a sociální vědy. Vše je pak vydáváno pod významnými vydavatelstvími (např. AMACOM, MIT Press, Oxford University Press, Taylor & Francis, Wiley a další).
Ebrary Public Library nabízí (k lednu 2013) přes 20 000 odborných monografií z různých oborů (včetně španělsky psaných děl). Obory, kterým se věnuje jsou: škola a studium (vzdělání, historie, jazyk a literatura, politologie, psychologie, sociální vědy a další), jako další odvětví oboru můžeme zařadit profesní vývoj (obchod, profesní vývoj, hledání zaměstnání, počítače, rozhovory a další), následuje umění a volný čas (umění, vaření, řemesla, literatuře, film, televise, zdraví, hudba, sport, cestování, společenské hry a další), poslední část je zastoupena praktickými dovednostmi (oprava a údržba, rodičovství, osobní finance, nemovitosti).  Ebrary Public Library nabízí uživateli možnost sledovat danou problematiku ve více nezávazných zdrojích. Je mu umožněno doplnit zde své poznámky a také tisknout a ukládat části textů. Vše je dostupné formou předplatného na internetu. 
Ebrary High school přináší přes 9000 titulů, jejímž obsahem jsou nejrozmanitější obory jako: pedagogika, historie, anglický jazyk a literatura, politické vědy, psychologie, náboženství, přírodní vědy, společenské vědy včetně studijních příruček. Tato kolekce se zaměřuje na střední školy.

## ProQuest
ProQuest STM package – Nabízí kvalitativní informativní zdroje. Optimální podmínky pro výzkum a vývoj v ČR.
ProQuest STM Package nabízí:
- více než 200 miliónů abstraktových záznamů
- přes 5700 titulů vědeckých časopisů vč. plných textů článků
- 40 000 periodických titulů pokrytých komplexními bibliografickými záznamy
- další informace z nesnadno dostupných zdrojů, např. materiálů publikovaných v jiných jazycích, méně citovaných zdrojích či získávání hodnotného obsahu z netradičních typů dokumentů jako jsou příspěvky z konferencí, tematicky zaměřené odborné časopisy, vládní zprávy či dokonce video záznamy

ProQuest central – Je dostupná řadě českých institucí, které si přístup zajistily z vlastních zdrojů.
ProQuest Central nabízí:
- více než 17 500 časopisů, z toho přes 11 500 s plnými texty
- plné texty 56 000 disertačních prací
- 9000 tržních zpráv ze 43 odvětví a 40 zemí
- 44 000 profilů firem (Hoover's)
- aktualizované profily 3600 průmyslových odvětví (Snapshots)
- přes 800 titulů novin včetně The Wall Street Journal and Los Angeles Times

Instituce zapojené pouze do projektu ProQuest STM Package:
- Vysoká škola ekonomická v Praze
- Univerzita T. Bati ve Zlíně
- Česká zemědělská univerzita v Praze
- Akademie věd ČR

Instituce zapojené pouze do projektu ProQuest Central:
- Ústav přístrojové techniky AV ČR, v. v. i.
- Biologické centrum v.v.i.
- Univerzita Palackého v Olomouci
- Ústav globální změny
- Jihočeská Univerzita v Českých Budějovicích
- Mendelova univerzita v Brně

Instituce zapojené do obou projektů:
- Vysoká škola technická a ekonomická v Českých Budějovicích
- Vysoká škola báňská – Technická univerzita Ostrava
- Vysoké učení technické v Brně
- Západočeská univerzita v Plzni
- Technická univerzita Liberec
- Univerzita Hradec Králové
- Univerzita J. E. Purkyně
- Univerzita Pardubice
- Studijní a vědecká knihovna Plzeňského kraje
- Masarykova univerzita v Brně
- Moravskoslezská vědecká knihovna v Ostravě (SVK)